# Sylvana Seddig
Sylvana Seddig (* 1985 in Köln) ist eine deutsche Schauspielerin, Hörspielsprecherin, zeitgenössische Tänzerin und Choreografin.

## Leben
Sylvana Seddig wurde 1985 in Köln geboren. Nach der Schule studierte sie an der ArtEZ Hogeschool voor de Kunsten in Arnhem zeitgenössischen Tanz. Nach erfolgreichem Abschluss tanzte Seddig unter nationalen und internationalen Choreografen und war festes Ensemblemitglied der Tanztheatercompany bodytalk.
Schauspielerisch ist Seddig seit 2016 aktiv, als Hörspielsprecherin seit 2018.
Seddig spielte an der Berliner Volksbühne, dem Thalia Theater Hamburg, den Münchner Kammerspielen, dem Schauspiel Frankfurt, dem Schauspiel Köln, der Hamburger und der Berliner Staatsoper und der Deutschen Oper Berlin. Sie war Teilnehmerin des Internationalen Forums 2017.
Ab der Spielzeit 2019/2020 bis 2021/2022 war Sylvana Seddig festes Ensemblemitglied an der Volksbühne am Rosa-Luxemburg-Platz unter René Pollesch bzw. Klaus Dörr. Dort arbeitete sie u. a. mit Pinar Karabulut, Susanne Kennedy, Kay Voges, Stefan Pucher, Thorelifur Örn Arnasson und Florian Hein zusammen.
Seddigs Hauptwohnsitz ist in Berlin.

## Eigene Stücke
- 2014: Neurosen und Altlasten: Psychotanz mit Ich, Mich und Mir
- 2015: Dutopia
- 2016: Tanzsylvanien
- 2017: Deutsch. Gesund. Jung. Wir haben auch Probleme (Aufführung im Roten Salon der Volksbühne)

## Filmografie (Auswahl)
- 2020: Tatort: Ich hab im Traum geweinet
- 2022: Wendland – Stiller und die Geister der Vergangenheit
- 2023: Labsal (3Sat)
- 2024: Push (ZDF Neo)
- 2024: No More Pool Time
- 2024: K.R.A.N.K.
- 2024: In aller Freundschaft – Die jungen Ärzte (Fernsehserie, Folge Nicht aufzuhalten)

## Hörspiele (Auswahl)
- 2018: Gerhild Steinbuch: Final Girls oder Wenn das Schweigen was zu sagen hätte, würd’ mich interessieren, was es mir zu sagen hätte – Regie: Henri Hüster (Original-Hörspiel – BR)
- 2018: Hannes Becker: Die Symptome von Ingolstadt – Regie: Henri Hüster (Originalhörspiel – BR)
- 2020: Hannes Becker, Nina Bussmann, Dmitrij Gawrisch, Maren Kames, Thomas Köck, Julia Kandzora, Judith Keller, Joël László, Jan Schomburg, Kevin Rittberger, Gerhild Steinbuch, Lena Vöcklinghaus: Mein hohles Herz singt Lieder der Versammlung. Eine Collage entstanden zur Zeit des körperlichen Abstands – Regie: Henri Hüster (Ars acustica – Deutschlandradio)
- 2020: Mariette Navarro: Ausbreitungszone (Die Treibende) – Übersetzung und Regie: Leopold von Verschuer (Hörspielbearbeitung – Deutschlandradio)
- 2021: Gerhild Steinbuch: Wolfwelt (Grantler 6) – Regie: Henri Hüster (Originalhörspiel – Deutschlandradio)
- 2022: Nina Bußmann: Das Brechen der Brote (Claire) – Regie: Stefanie Ramb (Originalhörspiel – Deutschlandradio)

Quelle: ARD-Hörspieldatenbank

## Auszeichnungen
In der Fachzeitschrift „TANZ“ wurde Sylvana Seddig als „Hoffnungsträger der Tanzkunst“ sowie als „Newcomer“ ausgezeichnet.
Sie ist Trägerin des Darstellerpreises der Kölner Theaterpreise.
2016 wurde ihr Stück „Tanzsylvanien“ für den Kölner Tanzpreis nominiert.
Für „Iphigenie“ am Schauspiel Frankfurt wurde sie im Rahmen der Faustverleihung 2017 mit dem Deutschen Theaterpreis Der Faust in der Kategorie „Darstellerin/Darsteller Tanz“ ausgezeichnet.